# Abel Decaux
Abel-Marie Decaux (Auffay (Normandia), 11 de febrer, 1869 - París, 19 de març, 1943) va ser un organista, compositor i pedagog musical francès.

## Biografia
Abel Decaux era el segon fill de Louis Émile Decaux (1831-1926), professor que treballava aleshores a Auffay i director de l'escola local, i Aimée Désirée Picard. Des de molt jove va mostrar inclinacions artístiques, particularment per la música, per a la qual el seu germà gran Alexis li va ensenyar els fonaments. Alexis va ser músic, autor d'obres musicals (Le tour du clavier, gammes et arpèges dans tous les tones Majeurs et mineuresaccompagnent de conseils et d'observations - París 1885, edicions E. Mathieu), i es va fer càrrec de la banda municipal d'Aumale (Sena Marítim), que va reorganitzar el 1886 i per a la qual va compondre diverses peces (inclosa Les Rives de la Bresle, una suite de valsos).
Abel Decaux va estudiar a Rouen i va continuar els seus estudis de música i orgue a la Maîtrise Saint-Evode de la catedral de Rouen. Va completar els seus estudis musicals per correspondència, i en particular d'harmonia amb un professor parisenc, Garnier-Marchand (el rastre del qual es pot trobar a l'Anuari General de Música de 1888 de Henry-Abel Simon) i per a qui va escriure la seva primera obra: Variations Brillantes per a piano sobre Ah! vous dirai-je Maman, dedicades al meu estimat mestre, el Sr. Garnier-Marchand.
Aleshores va deixar la seva Normandia natal, per la qual sentia un profund afecte, per entrar al Conservatori de París on, de 1890 a 1895, va estudiar piano amb Bériot, harmonia amb Dubois i Lavignac, contrapunt i fuga amb Lenepveu, composició amb Massenet i orgue amb Widor. Va perfeccionar el seu instrument amb Guilmant, amb qui es va fer amic. El 1897, Guilmant el va convidar a convertir-se en professor d'orgue a la Schola Cantorum, una escola que havia fundat el 1895 amb Charles Bordes i Vincent d'Indy. Allà, Abel Decaux va conèixer el seu amic Déodat de Séverac, que de vegades el substituïa mentre era organista a l'església de Bourg-la-Reine (vegeu la correspondència de Deodat de Severac al llibre: «Ahir vaig anar a tocar l'orgue a Bourg-la-Reine per substituir el meu amic Decaux; el substituiré de nou divendres i diumenge»). Decaux va ensenyar orgue a l'schola fins a la seva partida cap als Estats Units el 1923.
El 23 de juny de 1902 es va casar amb Jeanne Lescarcelle (1880-1961) a París.
D'aquesta unió, va néixer la seva única filla, Marguerite, el 23 de novembre de 1904. El 15 de juliol de 1930 es va casar amb Pierre Pavie (1905-1972), alumne d'Abel Decaux, mestre de capella i organista de l'església de Saint-Pierre-Saint-Paul a Colombes (Alts del Sena).
El 1903, va ser nomenat per unanimitat organista de la Basílica del Sacré-Cœur de Montmartre, amb la felicitació del jurat compost per Guilmant, Widor i Vierne. Va ser així el primer organista del gran orgue Cavaillé-Coll, que va ser instal·lat a la galeria de la Basílica del 1914 al 1919 i inaugurat el 16 d'octubre de 1919 per Decaux, Widor i Dupré.
El 1923, va marxar als Estats Units, on va succeir Joseph Bonnet, ensenyant i representant l'escola d'orgue francesa a l'Eastman School of Music de Rochester. El 1926, va renovar el seu contracte als Estats Units i va dimitir del seu càrrec a Montmartre. Ludovic Panel, el seu substitut des del 1923, el va succeir aquell any i va ocupar el càrrec fins al 1946.
El 3 de febrer de 1934, va ser nomenat Cavaller de la Legió d'Honor per André Laboulaye, ambaixador francès als Estats Units.
En tornar a França el 1935, va succeir Louis Vierne a la classe superior d'orgue de l'École César-Franck (una escola fundada per Guy de Lioncourt després del tancament de la Schola) i també va ensenyar a l'Institut Grégorien de París. Va ser el titular de l'església de Saint-Joseph-des-Carmes de París des del 1936 fins a la seva mort el 1943.

Ocupat amb la seva docència, va compondre poc. Una suite de Moonlights per a piano, escrita entre 1900 i 1907, no obstant això, li va valer l'aclamació de la Société Nationale i els diversos salons anuals on es van interpretar. Els seus contemporanis el van sobrenomenar el Schoenberg francès, i els seus Moonlights per a piano van prefigurar el llenguatge atonal del compositor de Pierrot Lunaire. Norman Demuth assenyala que 
| « | L'experiment serial va néixer en terra francesa. Ni Hauer ni Schoenberg coneixien Moonlights d'Abel Decaux, compostos ja el 1900. Tot i això, és el veritable avantpassat dels joves serialistes francesos que, sense saber-ne la seva existència, van reinventar el seu impressionisme serial basat en Debussy (Norman Demuth a French Piano Music, Londres: Museum Press Limited, 1959). Està enterrat a Normandia (a Aumale, on un carrer porta el seu nom), la regió on va néixer i créixer, i que tant estimava (... totes aquestes planes del Pays de Caux on, potser, a través del meu pare i la meva mare, vaig heretar l'amor pels espais oberts que m'ha quedat? | » |

- A.M. Decaux, diari, setembre de 1923).

## Obres
- Clars de lluna, per a piano: Passa mitjanit (1900), El carreró (1902), El cementiri (1907), El mar (1903), edicions Philippo
- Variacions brillants sobre Ah! T'ho diré, mare, per a piano
- La lluna blanca, melodia per a piano i veu, sobre un poema de Paul Verlaine (1899), edicions Maurice Sénart
- Fugueta sobre l'Ave Maris Stella per a orgue, edicions Maurice Sénart

## Transcripcions
- Preludi, fuga i variacions per a piano a quatre mans de César Franck, Edicions Durand
- Barcarola per a violí i piano de Camille Saint-Saëns, Edicions Durand
- Marxa de Lohengrin de Richard Wagner, per a piano i harmònium, Edicions Durand
- Ibèria (Evocació, El Port, Corpus Christi a Sevilla) d'Isaac Albéniz per a piano a quatre mans, Edicions Breitkopf

## Estudiants
Estudiants destacats, llista alfabètica no exhaustiva
- Marguerite Béclard d'Harcourt (1884-1964).
- René Bürg (1898-1971), de 1920 à 1923.
- Henri Gagnebin (1886-1977), en 1908.
- Jesús Guridi (1886-1961), en 1904.
- Jeanne Joulain (1920-2010).
- Omer Létourneau (1891-1983), avant 1920.
- Auguste Le Guennant (1881-1972).
- Marc de Ranse (1881-1951), par intermittence de 1897 à 1907.
- Félix Raugel (1881-1975).
- Noëlie Pierront (1899-1988).
- Adrien Rougier (1892-1984).
- Édouard Souberbielle (1899-1986), en 1920.

## Discografia
- Abel Decaux: Clairs de Lune; Louis Aubert: Sillages...; Paul Dukas, Albert Roussel, Gian Francesco Malipiero, Eugène Goossens, Béla Bartók, Florent Schmitt: Tombeau de Claude Debussy; Florent Schmitt: Tombeau de Paul Dukas. Piano: Marie-Catherine Girod. Segell 3D réf 8005, distribution Harmonie
- "Reflections" Decaux: Clairs de Lune; Ravel: Miroirs; Schönberg: 3 Klavierstücke op. 11. Piano: Frederic Chiu. Segell Harmonia Mundi HMU formatnum:907166
- Abel Decaux: Clairs de Lune; Paul Dukas: Sonate pour piano en Mi bemoll menor.

Piano: Marc-André Hamelin. Label Hypérion CDA67513 (Récompenses: 5 de Diapason (magazine), 4 estrelles de Le Monde de la musique, ffff de Télérama, 10 de Classica-Répertoire)
- Nocturnes Decaux: Clairs de Lune, Debussy, Satie, Gabriel Fauré, Ravel, piano : Natacha Kudritskaya. Segell Deutsche Grammophon